# Бєліни (герб)
Бєліни (Биліни, Билини, пол. Bieliny, Byliny) – шляхетський герб, різновид герба Шренява.

## Опис герба
В червоному полі срібна річка у формі літери S, на верхньому вигині (повороті) якої такий же лицарський хрест. Намет червоний, підбитий сріблом.

## Історія
Один із найстаріших гербів польських.

## Herbowni
Бєлеєвські (Bielejewski), Кльоновські (Klonowski).